# Ramsès-Siptah Ier
Pour les articles homonymes, voir Ramsès.
Ramsès-Siptah Ier (ou simplement Siptah), dont le nom signifie « Engendré par Rê, Fils de Ptah », est un fils de Ramsès II, souvent classé 26e par les chercheurs,.

## Biographie
Un relief conservé au Louvre figure un prince Ramsès-Siptah et sa mère Soutérery (nom peut-être d'origine syrienne). Si ce relief a parfois été associé au fils de Ramsès II, d'autres y voient le futur roi Siptah.
Un Livre des morts, conservé à Florence, pourrait être le sien.